# Макклелланвілл (Південна Кароліна)
Макклелланвілл (англ. McClellanville) — місто (англ. town) в США, в окрузі Чарлстон штату Південна Кароліна. Населення — 605 осіб (2020).

## Географія
Макклелланвілл розташований за координатами 33°5′11″ пн. ш. 79°28′6″ зх. д. / 33.08639° пн. ш. 79.46833° зх. д. (33.086502, -79.468295).  За даними Бюро перепису населення США в 2010 році місто мало площу 6,10 км², з яких 5,79 км² — суходіл та 0,31 км² — водойми.

### Клімат
Місто знаходиться у зоні, котра характеризується вологим субтропічним кліматом. Найтепліший місяць — липень із середньою температурою 27.1 °C (80.7 °F). Найхолодніший місяць — січень, із середньою температурою 8.2 °С (46.8 °F).
| Клімат Макклелланвілла  | Клімат Макклелланвілла | Клімат Макклелланвілла | Клімат Макклелланвілла | Клімат Макклелланвілла | Клімат Макклелланвілла | Клімат Макклелланвілла | Клімат Макклелланвілла | Клімат Макклелланвілла | Клімат Макклелланвілла | Клімат Макклелланвілла | Клімат Макклелланвілла | Клімат Макклелланвілла | Клімат Макклелланвілла |
| Показник                | Січ.                   | Лют.                   | Бер.                   | Квіт.                  | Трав.                  | Черв.                  | Лип.                   | Серп.                  | Вер.                   | Жовт.                  | Лист.                  | Груд.                  | Рік                    |
| Абсолютний максимум, °C | 27,2                   | 27,2                   | 31,7                   | 35                     | 36,1                   | 40                     | 40                     | 40                     | 35,6                   | 35                     | 31,7                   | 31,1                   | 40                     |
| Середній максимум, °C   | 14,4                   | 15,9                   | 19,6                   | 23,9                   | 27,7                   | 30,5                   | 32,2                   | 31,7                   | 29,3                   | 25,1                   | 21                     | 16,2                   | 23,9                   |
| Середня температура, °C | 8,2                    | 9,7                    | 13,1                   | 17,3                   | 21,6                   | 25,1                   | 27,1                   | 26,5                   | 23,9                   | 18,9                   | 14,4                   | 9,8                    | 17,9                   |
| Середній мінімум, °C    | 2                      | 3,3                    | 6,6                    | 10,8                   | 15,4                   | 19,8                   | 21,9                   | 21,4                   | 18,4                   | 12,7                   | 7,8                    | 3,4                    | 11,9                   |
| Абсолютний мінімум, °C  | −15,6                  | −10,6                  | −10,6                  | −5                     | 2,2                    | 6,1                    | 12,2                   | 12,8                   | 5                      | −2,2                   | −8,3                   | −15                    | −15,6                  |
| Норма опадів, мм        | 103                    | 95                     | 109                    | 74                     | 85                     | 147                    | 163                    | 183                    | 138                    | 103                    | 71                     | 82                     | 1352                   |
| Днів з опадами          | 11                     | 9                      | 10                     | 7                      | 8                      | 11                     | 12                     | 12                     | 10                     | 7                      | 8                      | 9                      | 114                    |
| ----------------------- | ---------------------- | ---------------------- | ---------------------- | ---------------------- | ---------------------- | ---------------------- | ---------------------- | ---------------------- | ---------------------- | ---------------------- | ---------------------- | ---------------------- | ---------------------- |
| Джерело: Weatherbase    |                        |                        |                        |                        |                        |                        |                        |                        |                        |                        |                        |                        |                        |

## Демографія
Згідно з переписом 2010 року, у місті мешкало 499 осіб у 225 домогосподарствах у складі 150 родин. Густота населення становила 82 особи/км².  Було 318 помешкань (52/км²).
Расовий склад населення:
| - 88,0 % — білих - 11,4 % — чорних або афроамериканців - 0,4 % — азіатів - 0,2 % — корінних американців |

До двох чи більше рас належало 0,0 %. Частка іспаномовних становила 0,6 % від усіх жителів.
За віковим діапазоном населення розподілялося таким чином: 16,4 % — особи молодші 18 років, 59,8 % — особи у віці 18—64 років, 23,8 % — особи у віці 65 років та старші. Медіана віку мешканця становила 53,8 року. На 100 осіб жіночої статі у місті припадало 94,9 чоловіків;  на 100 жінок у віці від 18 років та старших — 92,2 чоловіків також старших 18 років.
Середній дохід на одне домашнє господарство  становив 78 626 доларів США (медіана — 75 714), а середній дохід на одну сім'ю — 97 340 доларів (медіана — 85 750). Медіана доходів становила 53 500 доларів для чоловіків та 37 000 доларів для жінок. За межею бідності перебувало 3,1 % осіб, у тому числі 0,0 % дітей у віці до 18 років та 1,7 % осіб у віці 65 років та старших.
Цивільне працевлаштоване населення становило 227 осіб. Основні галузі зайнятості: освіта, охорона здоров'я та соціальна допомога — 21,6 %, мистецтво, розваги та відпочинок — 14,1 %, науковці, спеціалісти, менеджери — 10,1 %, виробництво — 9,7 %.